# 高等科学技术学院
高等科學技術學院（法国：Institut polytechnique des sciences avancées) 航空大學是一所私立法國於 1961年創建的。學校坐落在伊夫裡塞納河畔和圖盧茲。
自1998年以來，這是IONIS教育集團的一部分。

## 著名的校友
- 埃里克·布里耶

## 資料來源
1. ↑  http://www.viadeo.com/fr/profile/herve.renaudeau%5B%5D
2. ↑  .   [2013-05-15]. （原始内容存档于2013-05-15）.
3. ↑  .   [2011-09-23]. （原始内容存档于2010-12-20）.
4. ↑  .   [2011-09-23]. （原始内容存档于2011-09-07）.
5. ↑  .   [2011-09-23]. （原始内容存档于2012-05-12）.

## 外部連結
- 官方网站 （页面存档备份，存于）